# Tipula divergens
Tipula divergens är en tvåvingeart som beskrevs av de Meijere 1913. Tipula divergens ingår i släktet Tipula och familjen storharkrankar. Inga underarter finns listade i Catalogue of Life.